# Велика Вись (ландшафтний заказник)
Велика Вись — ландшафтний заказник місцевого значення. Об'єкт розташований на території Катеринопільського району Черкаської області, село Єлизаветка.
Площа — 30 га, статус отриманий у 1993 році.